# Битва при Риньяно
Битва при Риньяно состоявшееся 30 октября 1137 г. между королём Сицилии Рожером II и графом Алифани и герцогом Апулии Райнульфом. Она стала вторым крупным поражением Рожера II после битвы при Ночере.

## История
В битве при Ночере 24 июля 1132 года Ранульф в союзе с князем Капуи Робертом II и герцогом Неаполя Сергием VII выступил против короля Сицилии Рожера II.
В 1134 году Рожер назначил своего старшего сына Рожера герцогом Апулии, однако через три года аналогичный титул Ранульфу пожажаловали император Лотарь II и папа римский Иннокентий II. Ранульф собрал собственную армию из 800 рыцарей и отряд пехоты. Он не хотел битвы, но Рожер и его сын с вновь покорившимся Сергием выступили против него. Король Рожер решил атаковать Риньяно в Балконе-делле-Пулье, где Монте-Гаргано круто обрывается над равниной Апулии.
Армии вступили в бой, и молодой Рожер успешно атаковал и оттеснил армию Ранульфа по дороге к Сипонто. В то время к битве присоединился сам Рожер II, но его атака была отбита. Он бежал, и вскоре норманнская армия отступила. Хотя оба Рожера выжили и добрались до Салерно, Сергий пал, а притязания Ранульфа на герцогство были подтверждены.
Битва не оказала серьёзного влияния:
- вопреки ожиданию города Кампании не восстали
- Ранульф пробыл в Апулии в безопасности до своей смерти и умер от лихорадки два года спустя
- Погибший в бою герцог Неаполя Сергий не оставил наследника, и через два года республиканского правления и при отсутствии у местной знати единого кандидата, Рожер захватил герцогство и назначил его правителем своего сына и князя Капуи Альфонсо